# Amieira do Tejo
Amieira do Tejo ist eine Kleinstadt (Vila) und ehemalige Gemeinde in Portugal.

## Geschichte
Antas und andere Funde belegen eine vorgeschichtliche Besiedlung. Die Römer hinterließen zahlreiche Spuren ihrer Anwesenheit, neben Münzen und Keramik auch eine Brücke. Der heutige Ort entstand im Zuge der Besiedlungspolitik zum Ende der portugiesischen Reconquista, als das junge Königreich Portugal weite Teile des Alentejo den Mauren abnahm. Das Gebiet ging um 1194 an den Hospitaliterorden, der verschiedene Orte in der Region gründete.
Amieira erhielt erste Stadtrechte vor 1256. Es wurde eine Vila und Sitz eines eigenen Kreises. König Manuel I. erneuerte die Stadtrechte 1512.
Im Verlauf der Verwaltungsreformen nach der Liberalen Revolution 1822 wurde der Kreis Mitte des 19. Jahrhunderts aufgelöst und als Gemeinde dem Kreis Nisa angegliedert. In Abgrenzung zu einer Reihe anderer portugiesischer Orte mit Namen Amieira führt der Ort seit 1957 auch offiziell den Zusatz do Tejo, bezugnehmend auf die Nähe zum Fluss Tejo.
Mit der Gebietsreform 2013 wurde die Gemeinde Amieira do Tejo aufgelöst und mit Arez zusammengeschlossen.

## Kultur und Sehenswürdigkeiten
Das prägnanteste Bauwerk des Ortes ist die mittelalterliche Burg Castelo de Amieira, die Mitte des 14. Jahrhunderts bereits bestand. Zu den Baudenkmälern der Gemeinde zählen außerdem eine römische Brücke, das 1682 errichtete Rathaus mit charakteristischem Balkon, und eine Vielzahl Sakralbauten und historischer Wohnhäuser.
Der historische Ortskern steht zudem als Ganzes unter Denkmalschutz.

## Verwaltung
Amieira do Tejo war Sitz einer gleichnamigen Gemeinde (Freguesia) im Kreis (Concelho) von Nisa im Distrikt Portalegre. In ihr lebten 232 Einwohner auf einer Fläche von 103 km² (Stand 30. Juni 2011).
Folgende Ortschaften liegen im ehemaligen Gemeindegebiet:
- Albarrol
- Alto da Taipa
- Amieira do Tejo
- Barragem do Fratel
- Vila Flor

Im Zuge der Gebietsreform vom 29. September 2013 wurde die Gemeinde Amieira do Tejo aufgelöst und mit Arez zur neuen Gemeinde União das Freguesias de Arez e Amieira do Tejo zusammengeschlossen.